# Ntchisi
Ntchisi ist eine Stadt auf 1500 Meter Höhe mit 9357 Einwohnern (Volkszählung 2018) in der Zentralregion von Malawi etwa 80 Kilometer nördlich von Lilongwe. Sie liegt an der Straße Lilongwe–Mzuzu und ist Hauptstadt des gleichnamigen Distrikts mit einer Fläche von 1655 km² und rund 204.000 Einwohnern (Schätzung 2006).
Ntchisi ist ein sehr armer Distrikt und zählt mit den Distrikten Chitipa und Nsanje zu jenen mit den meisten Lehmhäusern (ohne gebrannte Ziegel und Blechdach). 1998 lebten 64,8 % der Einwohner unter der Armutsgrenze von MK 9,27 pro Kopf und Tag. Die Bevölkerungsverteilung im Distrikt ist relativ einheitlich und besteht wie im gesamten Hochlandgebiet zwischen den Tälern der Flüsse Lilongwe und Dwangwa, also den Städten Dowa im Süden, Mchinji im Westen und Kasungu im Norden, vor allem aus Subsistenzbauern. Der Boden ist sehr dicht kultiviert, aber stark erodiert. In den Dörfern fehlt es vor allem an artesischen Brunnen, gutem Saatgut und Kunstdünger. Hauptsächlich werden Mais und Bohnen angebaut, aber auch Tabak, Erdnüsse, Soja, Süßkartoffeln, Kartoffeln und Gemüse. Am 1705 Meter hohen Ntchisi-Berg östlich der Stadt wird wegen der Erosion intensiv aufgeforstet. An seinen unteren Hängen zum See steht noch der ursprüngliche Regenwald, der als Vogelschutzgebiet ausgewiesen ist, darunter bis auf 700 Meter Höhe noch Miombowald.
Die Stadt Ntchisi verfügt über ein 1000 Meter langes Flugfeld, ein Krankenhaus und Grund- und Sekundarschulen, die von einem japanischen Entwicklungsprogramm aufgebaut und organisiert werden (Stand 2006).